# Encheloclarias kelioides
Encheloclarias kelioides är en fiskart som beskrevs av Ng och Lim, 1993. Encheloclarias kelioides ingår i släktet Encheloclarias och familjen Clariidae. IUCN kategoriserar arten globalt som akut hotad. Inga underarter finns listade i Catalogue of Life.